# 性の革命
性の革命（せいのかくめい、英語：sexual revolution）とは欧米社会において、性に関する社会通念や性的行動が解放される性行為の社会的革命を指す。性革命と性解放（せいかくめいとせいかいほう、英語：sexual liberation）も言う。
性道徳及び性行動を変化させた性の革命は、主として1960年代に発生した。

## 性革命の歴史
戦前の1920年代フロイトの理論がアメリカで普及し始めた。フロイトの理論は、性欲という生命エネルギーが存在するという説であった。また、厳格な性道徳に囚われない女性たちも少数あらわれた。ヴィルヘルム・ライヒも登場する。彼が著書「セクシュアル・レボリューション」で主張したのはオーガズムが原始宗教に存在し、現代文明は性の肯定へと繋がっていくというものであった。
1940年代末から1950年代初頭に、アルフレッド・キンゼイは、現代の性行動の2つの調査を公表した。不備のあるサンプリング方法に対して統計学的な批判もあったが、キンゼイ報告は人々の理想化された性道徳が形骸化したものに過ぎないことを印象付けた。1953年にはヒュー・ヘフナーによってPLAYBOY誌が創刊された。PLAYBOYはヌードやセックスだけでなく、政治・社会・文化・芸術についての記事も掲載する視野の広い雑誌である。
本格的に性の革命が起きたのは1960年代半ば以降だった。1960年には経口避妊薬が開発された。60年代はベトナム反戦運動や公民権運動とともに、性の革命もおこった。ドイツ・ニュースダイジェストは、この時代に性革命とともにビートルズ（イギリス）、ボブ・ディラン、長髪、ミニスカート、ヒッピーなどの文化・風俗が見られたと記述している。1960年代半ばにサンフランシスコで始まり、「フリー・ラブ」の新しい文化が出現した。大勢の若者が「ヒッピー」になり、インドなど東洋の文化に触発され、愛の力と性の美しさを説いた。これは、70年代の初頭まで存在し続けたカウンターカルチャーの一部となった。1970年代までに、大学が男女共学を許可することが社会的に受け入れられた。
フリー・ラブの精神は1970年代を生き続けた。だが、1980年には共和党右派のレーガン政権が誕生する。それでも性の自由は1980年代初期までさまざまな形で続いたが、1980年代に半ばに終了してしまう（または少なくとも世間から姿を消した）。AIDS（エイズ）
の登場があったからである。これ以降、レーガン政権とキリスト教原理主義者、宗教右派などからの性解放への攻撃が続く。この最中には児童性的虐待の問題が取り上げられ、保守派・右派はさらに勢いづいた。レーガンは反ポルノ法(Child Abuse Law)を成立させた。1986年にはソドミー法が合憲とされる。